# シェル・エナジー・スタジアム
シェル・エナジー・スタジアム（英語：Shell Energy Stadium）は、アメリカ合衆国テキサス州ヒューストンのダウンタウンにある、サッカー、ラグビーなど向けに設計された多目的スタジアム。メジャーリーグサッカーのヒューストン・ダイナモ、ナショナル・ウィメンズ・サッカーリーグのヒューストン・ダッシュなどのホームスタジアムである。9500万ドルの建設費をかけて2012年に完成した。スタジアムのキャパシティは22,039人。

## 命名権
開場当初、命名権はBBVAのアメリカ法人BBVA USA（旧BBVAコンパス、2019年6月にブランド統一による社名変更）が取得し、BBVAコンパス・スタジアムと呼ばれたが、2019年6月にBBVAスタジアムとなった。しかしBBVAは2021年6月に米国事業をPNCフィナンシャル・サービシズに売却したことにより、スタジアムもPNCスタジアムに変更となった。その後2023年1月17日に、シェルの小売部門シェル・エナジーが新たに命名権を取得、シェル・エナジー・スタジアムと改称された。

## ギャラリー

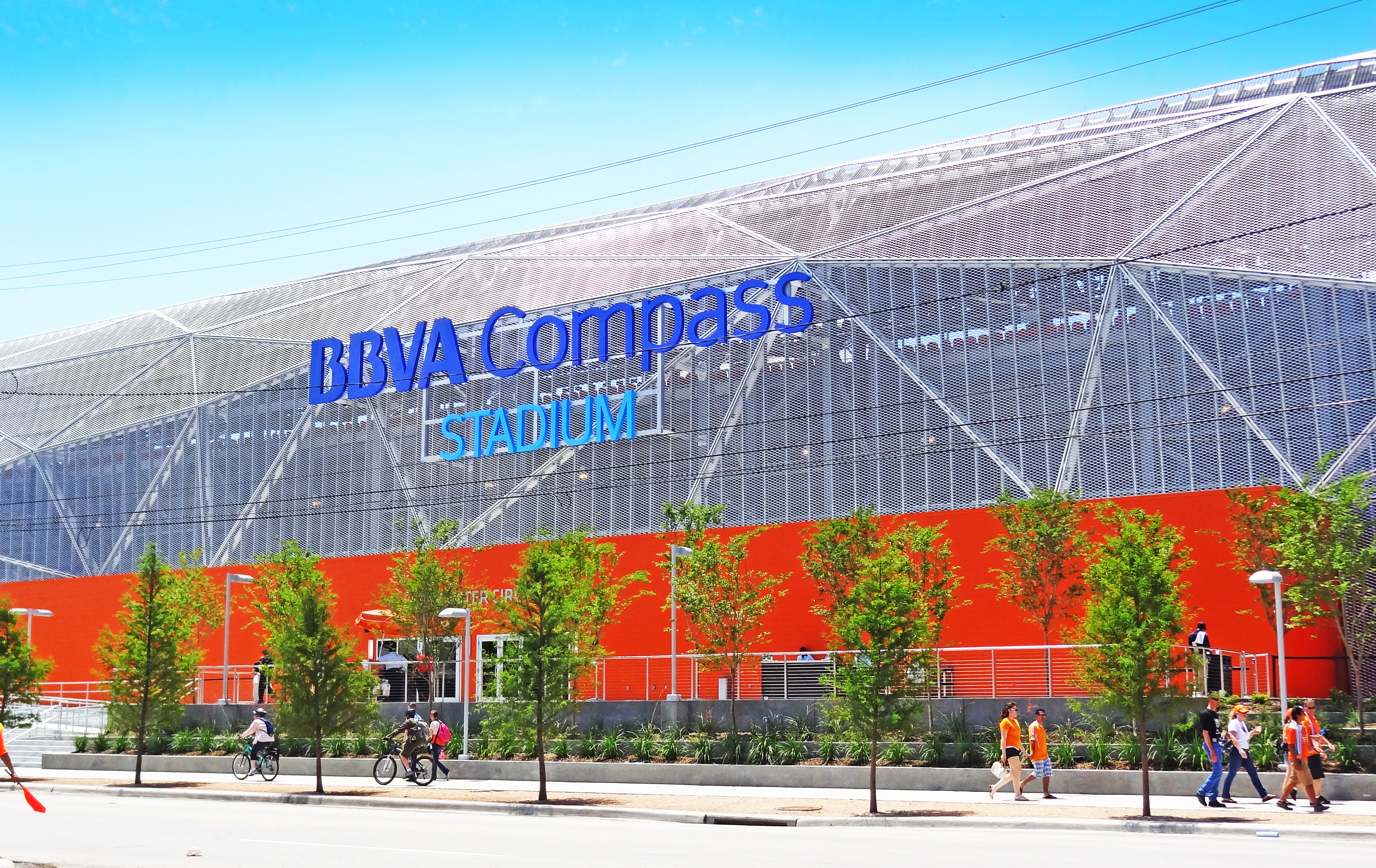
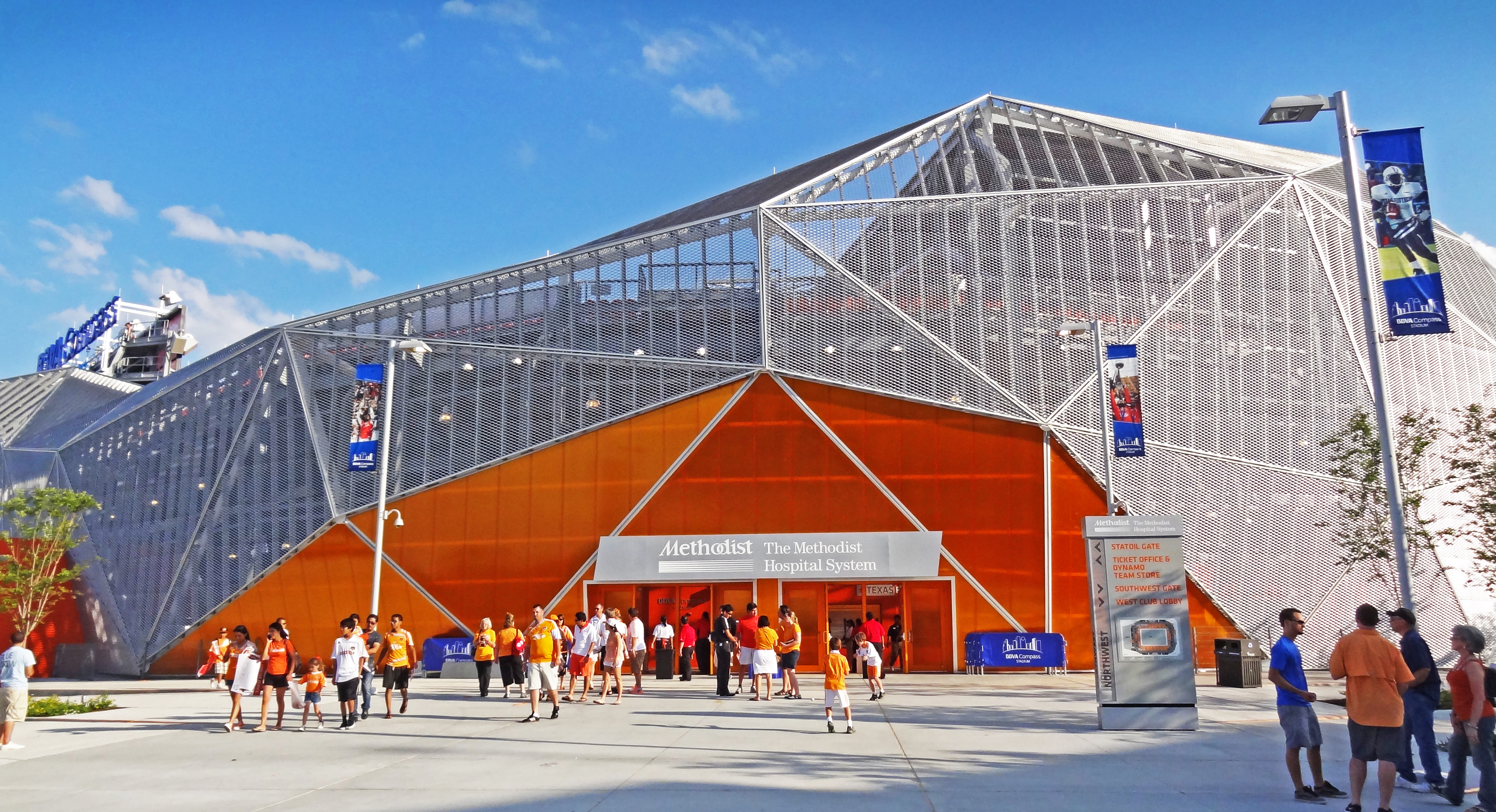
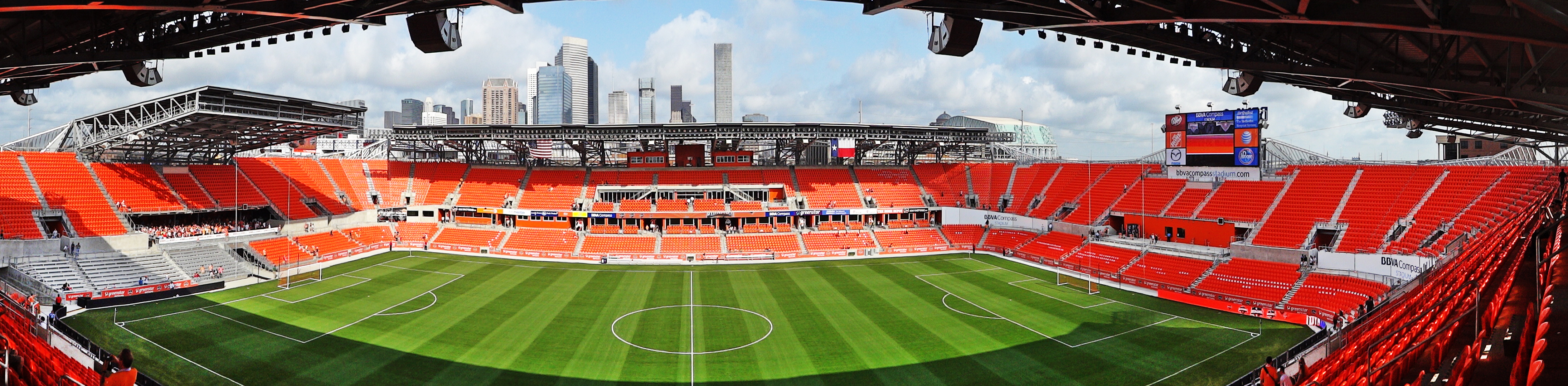